# Гросваргула
Гросваргула (њем. Großvargula) општина је у њемачкој савезној држави Тирингија. Једно је од 47 општинских средишта округа Унструт-Хајних. Према процјени из 2010. у општини је живјело 749 становника. Посједује регионалну шифру (AGS) 16064019.

## Географски и демографски подаци
Гросваргула се налази у савезној држави Тирингија у округу Унструт-Хајних. Општина се налази на надморској висини од 166 метара. Површина општине износи 15,2 km². У самом мјесту је, према процјени из 2010. године, живјело 749 становника. Просјечна густина становништва износи 49 становника/km².